# 大谷光明
大谷 光明（おおたに こうみょう、1885年（明治18年）4月26日 - 1961年（昭和36年）4月3日）は、京都府出身の僧侶、ゴルファー、ゴルフ場設計者。天狗倶楽部メンバー。法名は「淨如」。

## 人物
大谷光明は、1885年（明治18年）4月16日、京都府京都市下京区堀川通花屋町下ル本願寺門前町（西本願寺）に、浄土真宗本願寺派21世法主・大谷光尊（法名・明如上人）の三男として生まれる。1899年（明治32年）、法主の後継者となったが、1914年（大正3年）引退した。1906年（明治39年） - 1909年（明治42年）、本願寺派管長事務代理を務めた。1907年（明治40年）、文学寮卒業、英国に留学（3年間）し、留学中にゴルフに没頭した。その時に覚えたゴルフが、草創期だった日本のゴルフ界に大きな影響を与えた。
帰国後、1914年（大正3年）、「東京ゴルフ倶楽部」会員となる。1918年（大正7年）、「東京ゴルフ倶楽部・駒沢コース」で開催された「第12回 日本アマチュアゴルフ選手権」3位、1922年(大正11年)、「第16回 日本アマチュアゴルフ選手権」に優勝を飾っている。長身から放たれるロングドライブを武器にする、トップアマであった。1922年（大正11年）4月19日、英国のプリンス・オブ・ウェールズ（エドワード8世、後のウィンザー公）が来日した際、「東京ゴルフ倶楽部・駒沢コース」での親善試合では、皇太子（後の昭和天皇）とペアを組んだ。
一方では、東京ゴルフ倶楽部の代表として、1924年（大正13年）、「日本ゴルフ協会」（JGA・ジャパン・ゴルフ・アソシエーション）創設に尽力した。その後、1925年（大正14年）、再度英国に赴き、コース設計の技法を学び、日本ゴルフ協会に事業案を提出し、「日本アマ」、「日本オープン」などの競技開催を実現した。1925年（大正14年）、英国から帰国後、真宗保摂会会長、浄土真宗本願寺派審判院長、日本教学研究所長を歴任。1927年（昭和2年）「第1回 日本オープン」の開催を果たしている。英語の原書を研究し、邦訳や出版するなど、ゴルフルールの基礎を作った。1939年（昭和14年） - 1941年（昭和16年）、本願寺派管長事務代理を務めた。

## 主な設計コース
- 1928年（昭和3年） - 「川奈ホテルゴルフコース・大島コース」静岡県伊東市
- 1929年（昭和4年） - 「名古屋ゴルフ倶楽部・和合コース」愛知県愛知郡東郷町
- 1940年（昭和15年） - 「東京ゴルフ倶楽部・秩父新コース」埼玉県狭山市
- 1952年（昭和27年） - 「箱根湯の花ゴルフ場」神奈川県足柄下郡箱根町
- 1954年（昭和29年） - 「大箱根カントリークラブ」神奈川県足柄下郡箱根町
- 1957年（昭和32年） - 「加古川ゴルフ倶楽部」兵庫県加古川市

## エピソード
- 大谷光明は、当時としては珍しく身長が180センチ近くあり、豪快なスウィングから飛距離も飛ばしたという。「東京ゴルフ倶楽部」が朝霞に移転するさい、設計を巨匠ハリー・コルトに依頼したが高齢との理由で実現せず、代わりに来日したC・H・アリソンの審美眼を確かめるために、京都の龍安寺と桂離宮に案内し、アリソンの反応を図ったというエピソードが残されている[4]。

## 脚註
1. 1 2 3 4 5 6 7 8 9 10  『美しい日本のゴルフコース BEAUTIFUL GOLF CULTURE IN JAPAN 日本のゴルフ110年記念 ゴルフは日本の新しい伝統文化である』、ゴルフダイジェスト社「美しい日本のゴルフコース」編纂委員会編、「大谷光明 英国留学後トップアマとして活躍、日本のゴルフの基礎を作った」、東京 ゴルフダイジェスト社、2013年12月、2021年2月24日閲覧
2. 1 2 3 4 5  『コトバンク』、「大谷光明」、朝日新聞社、2021年2月25日閲覧
3. 1 2 3  「GOLF COURSE RANKING CLUB」、大谷光明 設計コース、2021年2月24日閲覧
4. ↑  『美しい日本のゴルフコース BEAUTIFUL GOLF CULTURE IN JAPAN 日本のゴルフ110年記念 ゴルフは日本の新しい伝統文化である』、ゴルフダイジェスト社「美しい日本のゴルフコース」編纂委員会編、「大谷光明 英国留学後トップアマとして活躍、日本のゴルフの基礎を作った」、東京 ゴルフダイジェスト社、2013年12月、2021年2月25日閲覧

## 著書
- 『新日本史 第4巻』、「運動篇 ゴルフ 大谷光明」、万朝報社編、大正15年、2021年2月25日閲覧
- 『アルス運動大講座 第1巻』、「ゴルフ(大谷光明)」、東京 アルス、大正15年-昭和3年、2021年2月25日閲覧
- 『アルス運動大講座 第2巻』、「ゴルフ(大谷光明)」、東京 アルス、大正15年-昭和3年、2021年2月25日閲覧
- 『アルス運動大講座 第3巻』、「ゴルフ(大谷光明)」、東京 アルス、大正15年-昭和3年、2021年2月25日閲覧
- 『アルス運動大講座 第4巻』、「ゴルフ(大谷光明)」、東京 アルス、大正15年-昭和3年、2021年2月25日閲覧
- 『ゴルフ規則の註釈と判例』、東京 目黒書店、1935年、381P、2021年2月25日閲覧
- 『ホーム・ライフ』、「クラブ二十年 大谷光明」、69-69P、大阪 大阪毎日新聞社、1935年8月、2021年2月25日閲覧
- 『体育日本 19』、「協力會議への希望 大谷光明」、 22-23P、 東京 大日本体育会、1941年8月、2021年2月25日閲覧
- 『ゴルフマンスリー』、「新ルールについて 大谷光明」、42P、東京 三栄書房、1952年5月、2021年2月25日閲覧
- 『日本のゴルフ100年』、「第三章 昭和天皇と大谷光明」、久保田誠一 著、東京 日本経済新聞社、2004年7月、413P、2021年2月25日閲覧

## 関連文献
- 『美しい日本のゴルフコース BEAUTIFUL GOLF CULTURE IN JAPAN 日本のゴルフ110年記念 ゴルフは日本の新しい伝統文化である』、ゴルフダイジェスト社「美しい日本のゴルフコース」編纂委員会編、「大谷光明 英国留学後トップアマとして活躍、日本のゴルフの基礎を作った」、東京 ゴルフダイジェスト社、2013年12月、2021年2月24日閲覧